# Quadriciclano
Il quadriciclano è un composto organico di formula C7H8. È un idrocarburo tetraciclico in notevole tensione, che è stato studiato come composto adatto a immagazzinare energia solare. In condizioni normali è un liquido incolore, tossico per inalazione.

## Sintesi
Il quadriciclano viene prodotto per irradiazione del norbornadiene (biciclo[2.2.1]epta-2,5-diene) con radiazione UV (ultravioletto vicino, λ ≥ 300 nm) in presenza di un sensibilizzatore come il chetone di Michler. Questa reazione fotochimica è nota come riarrangiamento di Ziemmermann. Si possono usare anche altri sensibilizzatori come l'acetone, il benzofenone o l'acetofenone, sebbene con rese minori. In assenza di opportuni catalizzatori la reazione termica inversa per riformare norbornadiene è molto lenta a temperatura ambiente.

## Reattività
Il quadriciclano è una molecola in notevole tensione, pari a 78,7 kcal/mol, più del doppio di quella del norbornadiene (32,3 kcal/mol), ma stabile a temperatura ambiente; come il norbornadiene, può essere idrogenato cataliticamente a norbornano, assorbendo 2 moli di idrogeno molecolare. In presenza di opportuni catalizzatori l'isomerizzazione di valenza da quadriciclano a norbornadiene avviene facilmente, e l'energia di tensione contenuta nei legami del quadriciclano viene rilasciata. Per questo motivo la coppia norbornadiene-quadriciclano è stata molto studiata come possibile metodo per immagazzinare energia solare.

## Sicurezza
Il quadriciclano è un idrocarburo facilmente infiammabile, ed è tossico se inalato. Non ci sono dati che indichino proprietà cancerogene.